# Lista postaci serialu Gwiezdne wrota: Atlantyda
Postacie z amerykańsko-kanadyjskiego serialu z gatunku fantastyki naukowej pt. Gwiezdne wrota: Atlantyda zostały wykreowane przez Brada Wrighta i Roberta C. Coopera. Serial opisuje przygody ekspedycji ziemskiej do zaginionego miasta Atlantyda w Galaktyce Pegaza, gdzie ludzkość spotyka się z innymi kulturami, a także nowymi, potężnymi wrogami: Widmami i Genii, później zaś Azuranami i zaginionym plemieniem Asgardczyków.
Serial miał stosunkowo niewielką obsadę liczącą do dziesięciu głównych aktorów w ciągu 5 sezonów. Większość postaci była wprowadzana w czasie wypraw poza Atlantydą.

## Główne postacie

### John Sheppard
John Sheppard jest oficerem Sił Powietrznych Stanów Zjednoczonych w randze podpułkownika (w sezonie pierwszym majora). Był doświadczonym i utalentowanym oficerem w Afganistanie, jednak jego reputacja uległa pogorszeniu, gdy nie wykonał bezpośredniego rozkazu w czasie nieudanej próby uratowania kilku żołnierzy amerykańskich. Kiedy został wezwany do przetransportowania gen. Jacka O’Neilla do placówki badawczej na Antarktydzie odkrył niechcący, że nie tylko posiada gen ATA, ale ma też naturalną biegłość w posługiwaniu się technologią Prawdawnych. Mimo pewnych wątpliwości dołączył do ekspedycji wysłanej na Atlantydę, chociaż pułkownik Marshall Sumner wyraził swoje niezadowolenie z uczestnictwa Shepparda w misji. Po śmierci Sumnera został nowym dowódcą kontyngentu wojskowego w Atlantydzie.
W rolę tę wcielił się Joe Flanigan.

### Elizabeth Weir
Krótko po tym, jak dr Elizabeth Weir została przydzielona do przewodzenia ekipie badającej placówkę Pradawnych odkrytą na Antarktydzie, zostało odkryte położenie zaginionego miasta Atlantydy w Galaktyce Pegaza. Dr Weir została dowódcą ekspedycji wysłanej przez gwiezdne wrota, by zbadać Atlantydę. Jako dyplomatka próbowała szukać możliwości podpisania traktatów z ludźmi zamieszkującymi galaktykę Pegaza. Wśród nich znaleźli się m.in. Atozjanie. Na koniec trzeciego sezonu w wyniku ataku Azuran została poważnie ranna i zapadła w śpiączkę. Przeżyła dzięki nanitom, które usunęły jej uszkodzenia. W czasie wyprawy na planetę Azuran w celu zdobycia ZPM poświęciła siebie, by ratować resztę wyprawy. Po raz ostatni pojawiła się w odcinku Duch w maszynie (Ghost in the Machine), gdzie wróciła do drużyny w nowym ciele.
W rolę tę wcieliła się Torri Higginson.

### Samantha Carter
Samantha „Sam” Carter jest astrofizykiem i pułkownikiem Sił Powietrznych Stanów Zjednoczonych. Była członkiem drużyny SG-1. Po zwycięstwie nad Ori została awansowana do stopnia pułkownika i odesłana do pracy na stacji kosmicznej Midway. Na początku 4 sezonu została mianowana przez IOA dowódcą ekspedycji w Atlantydzie. Na końcu pierwszego odcinka piątego sezonu zostaje wezwana przez dowództwo, by uczestniczyć w ceremonii ekstrakcji ostatniego klona Goa’ulda Baala (patrz: Gwiezdne wrota: Continuum).
W tę rolę wcieliła się Amanda Tapping.

### Richard Woolsey
Richard Woolsey jest byłym członkiem NID i reprezentantem USA w IOA. Był w grupie członków IOA, którzy wezwali dr Weir na Ziemię w celu wyjaśnienia jej niepowodzenia w zawarciu sojuszu z Widmami. Szanował Weir i próbował bronić jej decyzji, jednak musiał ustąpić swoim kolegom. IOA wysłało go do Atlantydy, aby ocenił zdolności przywódcze Weir. W czasie tej oceny zrobił raczej słabe wrażenie na członkach ekspedycji. Ostatecznie jednak wysłał zmodyfikowaną wersję raportu, która broniła Weir i pozwoliła jej pozostać na stanowisku dowódcy. Później Woolsey został nowym dowódcą Atlantydy po przeniesieniu płk Samanthy Carter.
W tę rolę wcielił się Robert Picardo.

### Rodney McKay
Rodney McKay jest szefem grupy badawczej w Atlantydzie i członkiem oddziału Shepparda. To jedna z najbardziej aroganckich i protekcjonalnych postaci w świecie gwiezdnych wrót. Uważa się za najbystrzejszą osobę w mieście. Mimo swojej irytującej postawy McKay utrzymuje przyjacielskie stosunki z wieloma członkami ekspedycji, a swoich współpracowników traktuje jak substytut rodziny.
W tę rolę wcielił się David Hewlett.

### Ronon Dex
Ronon Dex pochodzi z Satedy, gdzie był żołnierzem w randze specjalisty. Około siedmiu lat przed pierwszym spotkaniem z mieszkańcami Atlantydy jego ojczysta planeta została zaatakowana przez Widma. Ronon nie skorzystał z możliwości ucieczki przez Wrota, lecz pozostał ze swoją ukochaną Meleną. Mimo zaciętej obrony Widma pokonały Satedian, a Melena zginęła na oczach Ronona wskutek wybuchu. Ronon został pojmany przez Widma, które nie mogąc się nim pożywić zrobiły z niego uciekiniera. Po usunięciu urządzenia naprowadzającego stał się stałym członkiem drużyny Shepparda zastępując porucznika Forda.
W tę rolę wcielił się Jason Momoa.

### Teyla Emmagan
Teyla Emmagan jest przywódczynią Atozjan, plemienia ludzi z planety Athos w Galaktyce Pegaza zajmującego się rolnictwem, myślistwem i handlem. Po ataku Widm wraz ze swoimi rodakami osiedla się w Atlantydzie. W wyniku spięć pomiędzy mieszkańcami Atlantydy i Atozjanami przenoszą się oni z miasta na kontynent, ale Teyla zostaje, by pomagać drużynie Shepparda. Później kilkukrotnie pomaga Atozjanom w ewakuacji w obliczu różnych zagrożeń. Teyla i mieszkańcy Atlantydy odkrywają w pierwszym sezonie, że jej przodkowie stali się obiektem eksperymentu Widm, dzięki czemu niektórzy Atozjanie posiadają śladowe ilości DNA Widm, co umożliwia im telepatyczne wyczuwanie Widm, a nawet komunikację z nimi.
W tę rolę wcieliła się Rachel Luttrell

### Carson Beckett
Carson Beckett jest głównym oficerem medycznym w Atlantydzie. Od urodzenia posiada gen ATA. Na początku serii to on odkrywa istnienie genu Pradawnych. W odcinku Ukryty wróg (Hide and Seek) wynajduje terapię pozwalającą emulować gen ATA u normalnych ludzi z 48% skutecznością. W odcinku Niechciani (Misgebotten) Michael pobiera próbkę DNA dra Becketta, co umożliwia mu sklonowanie go. W odcinku Niedziela (Sunday) zostaje zabity w wyniku eksplozji, ale później jego klon dołącza do ekspedycji.
W tę rolę wcielił się Paul McGillion.

### Aiden Ford
Aiden Ford jest porucznikiem Korpusu Piechoty Morskiej Stanów Zjednoczonych. Służył wcześniej w Dowództwie Gwiezdnych Wrót i na początku serii ma 25 lat. Jedyną rodziną o jakiej wspomina są jego dziadkowie. W wyniku wydarzeń przedstawionych w odcinku pilotowym Ford zostaje zastępcą Shepparda i pełni tę służbę aż do odcinka Oblężenie (3) /The Siege (3)/. W tymże odcinku żywiący się Fordem Wraith ginie w wyniku wybuchu granatu, a Ford traci przytomność będąc wciąż połączonym z ręką Widma. Skutkiem tego jest przedawkowanie enzymu żywieniowego Widm i uzależnienie od niego. Doprowadziło to do zmian w jego psychice, a także wyglądzie – m.in. jego lewe oko stało się całkowicie czarne. Ostatecznie opuścił Atlantydę na dobre i wyruszył, by zdobyć dla siebie więcej enzymu. W połowie sezonu porywa drużynę Shepparda wymuszając na niej udział w ataku na Rój Widm. Misja nie idzie zbyt dobrze i wielu ludzi Forda ginie lub trafia do niewoli. Ostatecznie Rój, na którym znajdował się Ford zostaje zniszczony, a sam porucznik zostaje uznany za zmarłego.
W tę rolę wcielił się Rainbow Sun Francks.

### Jennifer Keller
Jennifer Keller obejmuje funkcję głównego oficera medycznego po śmierci dra Becketta. W latach szkolnych wyprzedziła swoich kolegów o 3 lata kończąc szkołę średnią mając 15 lat i uzyskując tytuł licencjacki w wieku 18 lat. Następnie szkoliła się na lekarza. Na początku jest trochę niepewna, ale dr Weir pokłada w niej całkowite zaufanie. Jednym z pierwszych wyzwań z jakimi musi się zmierzyć jest ratowanie życia ciężko rannej w wyniku ataku Azuran dr Weir. Z czasem nawiązuje intymną relację z McKayem.
W tę rolę wcieliła się Jewel Staite.

## Poboczne postacie ziemskie

### Personel wojskowy

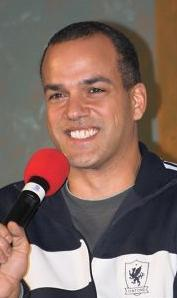
Dean Marshall zagrał sierżanta Batesa

- Dean Marshall zagrał sierżanta BatesaSierżant Bates, grany przez Deana Marshalla (sezony 1, 4) – wojskowy służący jako szef ochrony w Atlantydzie w sezonie 1. Pojawia się w odcinku Wynurzenie (Rising) jako marines służący pod dowództwem płk. Sumnera i uczestniczy w misji na Atos. W odcinku Podejrzenia (Suspicion) wyraża opinię, że któryś z Atozjan współpracuje z Widmami, co doprowadza do konfliktu między nim a majorem Sheppardem i Teylą. Konflikt z Teylą narasta w odcinku Dar (The Gift). Gdy Teyla odkrywa, że ma DNA Widm, Bates uznaje ją za zagrożenie dla bezpieczeństwa, gdyż Widma mogą ją wykorzystać do zdobycia informacji. W odcinku Oblężenie (The Siege) oskarża Teylę o współpracę z Widmami i o mało nie dochodzi do bójki między nimi. Wkrótce potem Bates zostaje ciężko pobity i odkrywa, że Wraith przeniknęli do miasta. Z powodu odniesionych ran dr Beckett wprowadza go w stan śpiączki farmakologicznej. Bates zostaje ukazany ponownie w 4 sezonie w odcinku Wyrzutek (Outcast), gdzie okazuje się, że powrócił na Ziemię i został honorowo zwolniony ze służby. Zaczął pracować dla IOA i pomógł Sheppardowi i Rononowi w pojmaniu zbiegłego ludzkiego Replikatora.
- Laura Cadman, grana przez  Jaime Ray Newman (sezon 2) – porucznik Korpusu Piechoty Morskiej Stanów Zjednoczonych i ekspert od materiałów wybuchowych. W odcinku Duet zostaje zdematerializowana przez darta Widm razem z McKayem. Przez jakiś czas jej umysł dzieli ciało z McKayem z powodu komplikacji wywołanych przez ponowną materializację. Ostatecznie powraca do swojego ciała. W odcinku Masa krytyczna (Critical mass) pomaga w odkryciu sabotażu dokonanego przez członka The Trust. Dr Beckett wszedł w związek z nią, ale później stwierdza, że im nie wyszło.
- Dillon Everett, grany przez Claytona Landeya (sezony 1–2) – pułkownik Korpusu Piechoty Morskiej Stanów Zjednoczonych, który zostaje wysłany z Ziemi przez Wrota, by pomóc w odparciu ataku Widm w odcinku Oblężenie (The Siege) (2). Otrzymał gen ATA przed przybyciem do Atlantydy. Zaraz po przybyciu zwalnia z dowództwa zarówno Weir, jak i majora Shepparda. Pułkownik Everett zostaje zaatakowany przez Wraith i znacznie się starzeje. Przed odesłaniem go wraz z innymi rannymi w trzeciej części tego odcinka zostaje odwiedzony w szpitalu przez Shepparda.
- Steven Caldwell, grany przez Mitcha Pileggiego (sezony 2–5) – pułkownik Sił Powietrznych Stanów Zjednoczonych i dowódca krążownika Dedal. Pojawia się po raz pierwszy w premierowym odcinku sezonu drugiego Oblężenie (The Siege) (3) przybywając na czas, by ocalić Atlantydę przed Widmami. Pentagon chciał uczynić go dowódcą wojskowym w Atlantydzie, ale major Sheppard został awansowany do stopnia podpułkownika i dzięki poparciu dr Weir pozostał na stanowisku dowódcy, prezydenta Henry’ego Hayesa i IOA. W odcinku Masa krytyczna (Critical mass) okazuje się, że jest opanowany przez Goa’ulda pracującego dla The Trust, ale jego plan zniszczenia Atlantydy się nie udaje, a Goa’uld zostaje usunięty przy pomocy technologii teleportacyjnej Asgardu. Caldwell przejmuje dowództwo w Atlantydzie w odcinku Długie pożegnanie (The Long Goodbye), gdy zarówno Weir, jak i Sheppard zostają opanowani przez psychotycznych i krwiożerczych obcych.
- Abraham Ellis, grany przez Michaela Beacha (sezony 3–5) – pułkownik Sił Powietrznych Stanów Zjednoczonych i dowódca ziemskiego statku Apollo. Pojawia się po raz pierwszy w odcinku Pierwsze uderzenie (First Strike). Z sukcesem kończy misję zniszczenia floty Azuran na ich ojczystej planecie, lecz to prowadzi do ataku na Atlantydę i zmusza miasto do opuszczenia planety. W odcinkach Bezradni (Adrift) oraz Linia życia (Lifeline) Ellis kontaktuje się z Samanthą Carter na stacji kosmicznej Midway, gdy Atlantyda nie pojawia się w planowanym miejscu przeznaczenia. Razem odkrywają miasto i ratują drużynę Shepparda przed Azuranami. Ellis i Apollo wracają w odcinku Niech zapamiętają moje grzechy (Be All My Sins Remember'd), by walczyć z Azuranami. Pojawia się także w filmie Gwiezdne wrota: Arka Prawdy, gdzie monitoruje flotę Ori zbliżającą się do Ziemi.
- Frank Levine, grany przez Gerry’ego Duranda (sezony 2–4) – lotnik, który po raz pierwszy pojawia się na pokładzie Dedala w odcinku Intruz (Intruder). Ponownie pojawia się w odcinku Długie pożegnanie (The Long Goodbye), gdzie zabiera rannego Ronona do izby chorych. Przed odcinkiem Arka (The Ark) został awansowany do stopnia kapitana. W odcinku Bezradni (Adrift) pilotuje skoczka.
- Sierżant Markham, grany przez Josepha Maya – podoficer Korpusu Piechoty Morskiej Stanów Zjednoczonych posiadający gen ATA. Pilotuje skoczka w odcinku Trzydzieści osiem minut (Thirty-Eight Minutes), który utknął we wrotach na blisko 38 minut. W odcinku Buntownik (The Defiant One) por. Ford wybiera Markhama jako pilota na misję ratunkową mającą na celu odebranie drużyny majora Shepparda z planety oddalonej o 15 godzin lotu skoczkiem. Markham ginie w czasie obrony miasta przed dartem Widm w odcinku Bractwo (The Brotherhood).

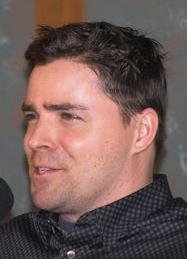
Kavan Smith zagrał majora Lorne'a

- Kavan Smith zagrał majora Lorne'a Evan Lorne, grany przez Kavana Smitha (sezony 2–5) – major Sił Powietrznych Stanów Zjednoczonych i najwyższej rangi oficer po podpułkowniku Sheppardzie. Uczestniczy w wielu misjach. Aktor opisał swoją postać jako everymana będącego „wieczną stałą”, „jako ten rodzaj sumiennego, lojalnego faceta, którego każdy w jakiś sposób zna”[1]. Po raz pierwszy pojawił się w serialu SG-1 w odcinku Ukryty wróg (Enemy Mine), ale gdy Kavan Smith brał udział w przesłuchaniu do innej, ale podobnej roli do odcinka Uciekinier (Runner), producenci zgodzili się z nim, że Lorne pasuje do serialu i przyzwolili na odtworzenie tej postaci[2]. Lorne został powtórnie wprowadzony jako członek nowego personelu wysłanego na Dedalu po oblężeniu Atlantydy przez Widma w odcinku Oblężenie (The Seige) (3). W kilku odcinkach (m.in. Skazańcy (Condemned) oraz Klan (The Hive)) pilotuje skoczka, ale nie wiadomo w jaki sposób stał się posiadaczem genu ATA. Lorne jest jednym z członków ekspedycji, których formę przybrały Replikatory w odcinku Śmiertelna powłoka (This Mortal Coil), jednak wszystkie zostają zabite przez Oberotha. W alternatywnym wszechświecie ukazanym w odcinku Ostatni człowiek (The Last Man) Lorne nosi rangę generała dywizji i dowodzi SGC. Pojawia się także jako dowódca drużyny SG-1 w alternatywnej rzeczywistości pokazanej w odcinku Inna droga (The Road Not Taken) dziesiątej serii Gwiezdnych wrót. Matka Lorne'a, nauczycielka sztuki, gdy dorastał uczyła go w weekendy malowania i powraca on do tego zajęcia w Atlantydzie. Pochodzący z San Francisco Lorne ma także siostrę, która ma dwójkę dzieci.
- Porucznik Miller, grany przez Roba Avery’ego (sezony 1, 4) – pilot Korpusu Piechoty Morskiej, który pilotuje skoczka w odcinku Oblężenie (The Siege) (1), który dostarcza dra McKaya i dra Grodina na pokład satelity obronnego. Teyla wspomina w odcinku Zamach stanu (Coup D'etat), że Miller poleciał skoczkiem i przeskanował planetę. Pojawia się także w odcinku Spotkanie po latach (Reunion).
- Dave Kleinman, grany przez Kirby’ego Morrowa – kapitan Sił Powietrznych Stanów Zjednoczonych, który jest pokazany jako oficer uzbrojenia na Dedalu. Pojawia się pierwszy raz w odcinku Oblężenie (The Siege) (3).
- Sierżant Stackhouse, grany przez Boyana Vukelica (sezon 1) – podoficer Korpusu Piechoty Morskiej. Uczestniczy w misji ratunkowej majora Shepparda w odcinku Wynurzenie (Rising), gdzie zajmuje wroga, podczas gdy Sheppard i jego drużyna uwalniają więźniów ze statku roju. Stackhouse patroluje Atlantydę, gdy istota ciężko parzy por. Forda w odcinku Ukryty wróg (Hide and Seek). W odcinku Trzydzieści osiem minut (Thirty-Eight Minutes) Stackhouse znajduje się na pokładzie skoczka uwięzionego na granicy horyzontu zdarzeń. Stackhouse zostaje dowódcą swojej własnej drużyny w odcinku Podejrzenia (Suspicion) i towarzyszy majorowi Sheppardowi podczas misji zwiadowczej, na której tymczasowo przejmuje dowództwo z powodu utraty przytomności przez Shepparda. Po raz ostatni pojawia się w odcinku Oblężenie (The Siege), gdzie otrzymuje zadanie znalezienia odpowiedniej planety na Bazę Alfa dla ekspedycji Atlantyda.
- Marshall Sumner, grany przez Roberta Patricka (sezon 1) – pułkownik Korpusu Piechoty Morskiej Stanów Zjednoczonych i wojskowy dowódca ekspedycji Atlantyda w odcinku Wynurzenie (Rising). Płk Sumner zostaje wzięty do niewoli przez Widma w czasie pierwszej misji na planecie Atos, gdzie szukał bezpiecznego miejsca do ewakuacji personelu Atlantydy. Zanim Strażnik Widm wysysa z niego resztki życia Sheppard strzela mu w serce. Jako najwyższej rangi oficer Sheppard przejmuje dowództwo wojskowe w Atlantydzie.
- Alicia Vega, grana przez Leelę Savasta (sezon 5) – kapitan i członek drużyny dowodzonej przez major Annę Teldy. W odcinku Akcja ratunkowa (Search and Rescue) pomaga drużynie uwięzionej w zawalonym budynku na M2S-445. W odcinku Szepty (Whispers) zostaje zabita przez jeden z obiektów testowych Michaela. Producenci ujawnili, że była postacią homoseksualną[3]. Oryginalnie nazywała się Alison Porter, jednak producenci zmienili jej dane i większość scen z jej udziałem została wycięta[4].

### Personel naukowy
- Dr Biro, grana przez Lindsay Collins (sezony 1–3) – Patolog w ekipie dra Becketta. W odcinku Kwarantanna (Hot Zone) przeprowadza autopsje na ludziach zabitych przez nanowirus. W odcinku Przemiana (Conversion) uczestniczy w spotkaniu mającym odkryć sposób na wyleczenie Shepparda z retrowirusa Widm, który zmieniał go w Iratusa. Pojawia się też w odcinku Niedziela (Sunday).
- Dr Katie Brown, grana przez Brendę James (sezony 2–4) – Botanik. Pojawia się po raz pierwszy w odcinku Duet. Udaje się na randkę z Rodneyem McKayem, który w wyniku wypadku z trnsporterem Widm posiada w sobie świadomość Laury Cadman. Zirytowana bezradnością McKaya Cadman przejmuje jego ciało i kontynuuje randkę kończąc ją pocałunkiem. W odcinku Niedziela (Sunday) okazuje się, że McKay unikał Brown przez rok od tamtej randki, jednak w tymże odcinku zjedli wspólny lunch w laboratorium botanicznym. Ostatecznie zostali parą, a w odcinku Czysty umysł (Tabula rasa) Brown nazywa roślinkę na cześć Rodneya. W odcinku Kwarantanna (Quarantine) McKay zostaje uwięziony z Katie, gdy próbuje się jej oświadczyć. Jednak po doświadczeniach z czasu zamknięcia miasta postanawia wstrzymać się z propozycją. W odcinku Trio wyjawia, że Katie zrozumiała jego zachowanie jako zerwanie i od tamtej pory z nim nie rozmawiała i poprosiła o przeniesienie na Ziemię.

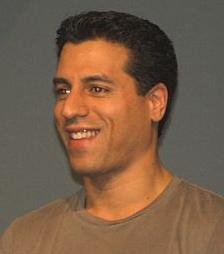
Craig Veroni zagrał Petera Grodina

- Craig Veroni zagrał Petera Grodina Dr Peter Grodin, grany przez Craiga Veroniego (sezon 1) – Brytyjski naukowiec cywilny wprowadzony jako członek drużyny dr Weir studiującej technologię Pradawnych w ich placówce na Antarktydzie w odcinku Wynurzenie (Rising). Gordin pracuje w pomieszczeniu kontrolnym w sezonie 1 obserwując miasto i udzielając wskazówek drużynom w nim pracującym jeśli występują jakieś problemy. Informuje też Weir o aktywności w mieście. Gordin zostaje na satelicie obronnym Pradawnych w odcinku Oblężenie (The Siege), aby skierować go przeciwko trzem nadalatującym statkom Widm. Satelita niszczy jeden ze statków, a pozostałe niszczą satelitę z Gordinem na pokładzie.
- Dr Kate Heightmeyer, grana przez Claire Rankin (sezony 1–4) – Amerykańska psycholog. Pojawia się po raz pierwszy w odcinku Dar (The Gift), gdzie rozmawia z Teylą na temat jej snów dotyczących Widm. Z pomocą dra Becketta wprowadza Teylę w stan hipnozy, która pozwala jej połączyć się telepatycznie z Widmami. W odcinku Duet Heightmeyer doradza McKayowi w związku z nietypową sytuacją dzielenia ciała z umysłem Laury Cadman. W odcinku Michael próbuje wyjaśnić zmienionemu w człowieka Michaelowi dlaczego użyli na nim retrowirusa. W odcinku Echo (Echoes) rozmawia z kilkoma członkami ekspedycji o ich halucynacjach. Po raz ostatni pojawia się w odcinku Sobowtór (Doppleganger), gdzie zostaje zainfekowana przez istotę z żyjącego kryształu, która przyjęła postać Shepparda, jednak odzwierciedlała jego ciemną stronę. Istota zabija Kate w czasie snu wywołując niezwykle rzeczywisty koszmar, w którym Heightmeyer skacze z centralnej wieży Atlantydy.
- Dr Peter Kavanagh, grany przez Bena Cottona (sezony 1–2, 4–5) – Amerykański naukowiec, który zdecydował się dołączyć do ekspedycji Atlantyda w nadziei, że sprawy potoczą się bardziej po jego myśli dzięki cywilnemu dowództwu, nie zaś tak jak w jego poprzedniej pracy pod dowództwem wojskowym w Dowództwie Gwiezdnych Wrót. Kavanagh jest członkiem ekipy pomagającej drużynie Shepparda uwięzionej w zablokowanym w aktywnych wrotach skoczku w odcinku Trzydzieści osiem minut (Thirty-Eight Minutes). Gdy oskarża Weir o upokorzenie go na oczach jego drużyny, ta grozi mu wygnaniem na jakiś jałowy świat jeśli nie wróci do pracy. Zamiast nagrać prywatną wiadomość do rodziny w odcinku Listy z Pegaza (Letters from Pegasus) Kavanagh nagrywa wiadomość dla gen. O’Neilla, w której wymienia swoje zarzuty względem Weir. Rodney McKay zgadza się z nim w odcinku Dar (The Gift), że naukowcy nie powinni zostawać, by walczyć z nadciągającymi Widmami. Kavanagh opuszcza Atlantydę po oblężeniu jednak później wielokrotnie  przemieszcza się między Atlantydą a Ziemią nie czując się mile widzianym w żadnym z tych miejsc. Jest na pokładzie Dedala zmierzającego na Ziemię w odcinku Masa krytyczna (Critical mass) i staje się głównym podejrzanym o sabotowanie Atlantydy, jednak później zostaje uznany za niewinnego. Pojawia się w 4 sezonie w odcinku Stacja przesiadkowa (Midway) jako członek załogi stacji Midway i jest przetrzymywany w niewoli przez Widma podczas ich inwazji. Kavanagh powoduje zniszczenie stacji, które udaje mu się przeżyć dzięki ucieczce razem z innymi w skoczku. Pojawia się także w odcinku finałowym serii jako członek załogi Dedala.

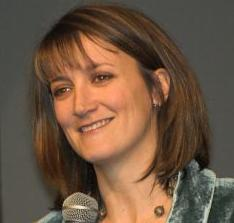
Ellie Harvie zagrała Lindsey Novak

- Ellie Harvie zagrała Lindsey Novak Dr Lindsey Novak, grana przez Ellie Harvie (sezon 2) – Pojawia się po raz pierwszy w odcinku Lot Prometeusza (Prometheus Unbound) serialu SG-1, gdzie Prometeusz zostaje wysłany, by odkryć los ekspedycji Atlantyda. Później zostaje inżynierem na pokładzie Dedala, który przybywa do Atlantydy w odcinku Oblężenie (The Siege) (3), by pomóc w obronie przed Widmami. Dr Novak współpracuje z Asgardczykiem Hermiodem i jest odpowiedzialna za przekazywanie mu rozkazów płk Caldwella. Po raz ostatni pojawia się w odcinku Masa krytyczna (Critical mass).
- Dr Radek Zelenka, grany przez Davida Nykla (sezony 1–5) – Czeski naukowiec i ekspert od technologii Pradawnych. W ekipie naukowców podlega tylko McKayowi. Często pojawia się w scenach objaśniających w pomieszczeniu kontrolnym z dowódcą ekspedycji i McKayem. Po raz pierwszy pojawia się w odcinku Trzydzieści osiem minut (Thirty-Eight Minutes) i od tamtej pory pojawia się mniej więcej w połowie odcinków. Pojawił się także w odcinku Projekt Pegaz (The Pegasus Project) serialu SG-1 razem z kilkoma innymi kolegami z Atlantydy. Za rolę Zelenki David Nykl został w 2005 roku nominowany do nagrody Leo w kategorii „Najlepsza męska rola drugoplanowa w serialu dramatycznym”[5]

### Inne postacie ziemskie

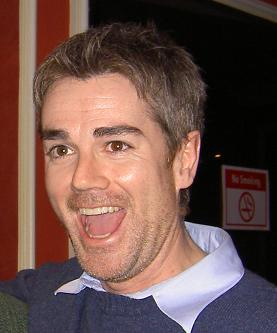
Chuck Campbell zagrał technika Chucka

- Chuck Campbell zagrał technika Chucka Chuck, grany przez Chucka Campbella (sezony 1–5) – Technik, który pojawia się po raz pierwszy w odcinku Bractwo (The Brotherhood) i od tamtej pory pojawia się w miarę regularnie. Pojawia się też na chwilę w odcinku Projekt Pegaz (The Pegasus Project) serialu SG-1. Po śmierci Gordina przejmuje jego obowiązki i jest odpowiedzialny za obsługę Wrót. Przez pierwsze trzy sezony nie posiadał imienia i wymieniany był jako „Technik” dopóki Weird nie zwróciła się do niego per Chuck w odcinku Pierwsze uderzenie (First Strike). Aktor uznał to za pomyłkę ze strony Torri Higginson, ale reżyser postanowił pozostawić tę scenę[6]. Od tamtej pory był określany jako Chuck w sezonie 4 przez McKaya w odcinku Bezradni (Adrift) oraz przez Carter w odcinku Stacja przesiadkowa (Midway). W odcinku Tropiciel (Tracker) sezonu 5 dr Keller prosi Chucka o wybranie adresu wrót, chociaż nie pojawia się on na ekranie. Richard Woolsey próbuje zaimponować IOA jednak zapomina imienia Chucka i zwraca się do niego per „Chet”. Po odejściu Woolseya Chuck narzeka pod nosem, że „nie ma żadnego Cheta”.
- Amelia Banks, grana przez Sharon Taylor (sezony 4–5) – technik. Pojawia się po raz pierwszy w odcinku Kwarantanna (Quarantine) gdzie pracuje nad przywróceniem zasilania po zamknięciu miasta. Jest utalentowanym kickbokserem i prezentuje swoje umiejętności walcząc z hybrydą w odcinku Syn marnotrawny (The Prodigal). W odcinku Wróg u bram (Enemy at the gate) wchodzi w związek z Rononem Dexem.

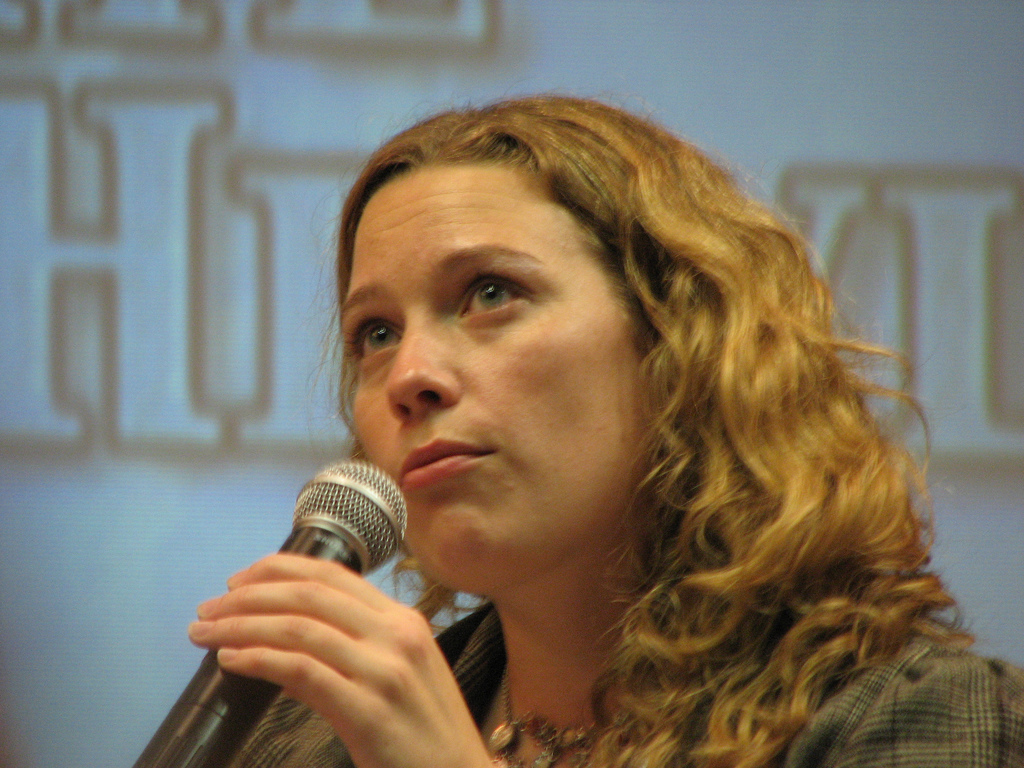
Kate Hewlett zagrała Jeannie Miller.

- Kate Hewlett zagrała Jeannie Miller. Jeannie Miller, grana przez Kate Hewlett (sezony 3–5) – Młodsza siostra Rodneya McKaya. Jest genialnym naukowcem, ale po zajściu w ciążę wybrała rodzinę i osiadła w Vancouver w Kolumbii Brytyjskiej. Poślubiła angielskiego majora Kaleba, z którym ma córeczkę Madison. Po narodzinach Madison nie opublikowała żadnej pracy z zakresu fizyki teoretycznej, co doprowadziło do kłótni z Rodneyem i rozstania na 4 lata. Po raz pierwszy jest wspomniana w odcinku Kwarantanna (Hot Zone), ale pojawia się dopiero w sezonie 3 w odcinku McKay i pani Miller (McKay and Mrs. Miller), gdzie zabawkowy pociąg jej córeczki inspiruje ją do znalezienia rozwiązania problemu mostu międzywymiarowego. Siły Powietrzne i ekspedycja Atlantyda chcą wykorzystać jej plan w projekcie Arcturus, dlatego wysyłają do niej ppłk Carter, a później McKaya, by przekonali Jeannie na podróż do Atlantydy. W efekcie eksperymentu w Atlantydzie pojawia się McKay z alternatywnej rzeczywistości, który okazuje się bardziej uczuciowy od brata Jeannie. W końcu Jeannie godzi się ze swoim bratem. W odcinku Przeprawa Miller (Miller's Crossing) zostaje uprowadzona, aby uzdrowić córkę szefa organizacji z raka i Jeannie ponownie współpracuje z bratem zanim zostają uratowani. Kate Hewlett także w rzeczywistości jest młodszą siostrą Davida Hewletta (grającego Rodneya). Scenariusz odcinka Listy z Pegaza (Letters from Pegasus) oryginalnie wspominał o bracie, jednak ponieważ David Hewlett posiada pięć młodszych sióstr poprosił scenarzystów o zmianę. Ostatecznie producenci zatrudnili Kate Hewlett po tym, jak producent Martin Gero obejrzał sztukę z jej udziałem[7].

### Postacie bardziej znane z serialu Gwiezdne wrota
Niektóre postacie pojawiające się w serialu bardziej mogą być bardziej znane z serialu Gwiezdne wrota. Są to:
- Samantha Carter (grana przez Amandę Tapping) wystąpiła w Listy z Pegaza (Letters from Pegasus), Podwójne zagrożenie (Grace Under Pressure), McKay i pani Miller (McKay and Mrs. Miller, 4 sezonie jako główna postać, Akcja ratunkowa (Search and Rescue), Wróg u bram (Enemy at the Gate)
- Hank Landry (grany przez Beau Bridgesa) wystąpił w Intruz (The Intruder), Masa krytyczna (Critical Mass), Ziemia niczyja (No Man’s Land), Powrót (The Return) (dwuodcinkowy)
- Jack O’Neill (grany przez Richarda Deana Andersona) pojawia się w Wynurzenie (Rising) (1), Prawdziwy świat (The Real World), Powrót (The Return) (dwuodcinkowiec)
- Daniel Jackson (grany przez Michaela Shanksa) pojawia się w Wynurzenie (Rising) (1), Pierwszy kontakt (First Contact), Zagubione plemię (The Lost Tribe)
- Teal'c (grany przez Christophera Judge’a) pojawia się w Spotkanie po latach (Reunion), Stacja przesiadkowa (Midway)
- George Hammond (grany przez Dona S. Davisa) pojawia się w Dom (Home)
- Walter Harriman (grany przez Gary’ego Jonesa) pojawia się w Dom (Home), Listy z Pegaza (Letters from Pegasus), Masa krytyczna (Critical Mass), Ziemia niczyja (No Man’s Land, Niechciani (Misgebotten), Powrót (The Return) (dwuczęściowy), Przeprawa Miller (Miller's Crossing), Stacja przesiadkowa (Midway), Wróg u bram (Enemy at the Gate)
- Bill Lee (grany przez Billa Dowa) pojawia się w Masa krytyczna (Critical Mass), Powrót (The Return) (dwuczęściowiec), Bezradni (Adrift), Linia życia (Lifeline), Wyrzutek (Outcast), Stacja przesiadkowa (Midway)
- Malcolm Barrett (grany przez Petera Flemminga) pojawia się w Masa krytyczna (Critical Mass), Przeprawa Miller (Miller's Crossing)
- Sierżant Siler (grany przez Dana Shea) pojawia się w Wynurzenie (Rising) (1), Powrót (The Return) (1)
- Kevin Marks (grany przez Martina Christophera) pojawia się w Niech Zapamiętają Moje Grzechy (Be All My Sins Remember'd), Akcja ratunkowa (Search and Rescue), Pierwszy kontakt (First Contact), Zagubione plemię (The Lost Tribe), Wróg u bram (Enemy at the Gate)
- Paul Davis (grany przez Colina Cunninghama) pojawia się w Wróg u bram (Enemy at the Gate)

## Poboczne postacie pozaziemskie

### Pradawni
Pradawni to oryginalni budowniczowie sieci gwiezdnych wrót, którzy na długo przed wydarzeniami z serii Gwiezdne wrota dokonali wstąpienia na wyższą formę egzystencji. Pradawni, czy też oryginalnie Alteranie/Lanteanie, skolonizowali Drogę Mleczną miliony lat temu i zbudowali wielkie imperium. Skolonizowali też galaktykę Pegaza zanim zostali wyparci przez Widma. Cywilizacja Pradawnych w galaktyce Drogi Mlecznej została zdziesiątkowana tysiące lat temu przez plagę, a ci, którzy nie dokonali wstąpienia wyginęli. Pradawni, którzy dokonali wstąpienia, z nielicznymi wyjątkami, respektują wolną wolę i odmawiają interwencji w sprawy mieszkańców galaktyki. Jednakże ich spuścizna wywiera szeroki wpływ na wszechświat począwszy od sieci gwiezdnych wrót i Atlantydy, po gen ATA, który został dany ludziom w wyniku krzyżowania.
- Janus, grany przez Gildarta Jacksona (sezon 1) – naukowiec Pradawnych, który żył w czasie pierwszego oblężenia Atlantydy przez Widma 10 tys. lat temu. Jego imię pochodzi od Janusa, starożytnego bóstwa o dwóch twarzach czczonego przez Rzymian. Janus pojawia się tylko raz w odcinku Długi sen (Before I Sleep), jednak zarówno w serialu Gwiezdne wrota: Atlantyda, jak i Gwiezdne wrota, kilkukrotnie następują wzmianki o nim i jego wynalazkach. Wbrew rozkazom Wysokiej Rady Alteran zbudował wehikuł czasu i wbudował je w skoczka. Alternatywna Elizabeth Weir, która przypadkowo cofa się w czasie w odcinku Długi sen (Before I Sleep) spotyka Janusa i prosi go o pomoc, ale Wysoka Rada nie chce ryzykować uszkodzenia osi czasu. Janus ignoruje ich polecenia i pomaga Weir umieszczając ją w komorze stazy, aby mogła pomóc samej sobie w przyszłości uratować miasto. Zanim udaje się z towarzyszami na Ziemię wyraża nadzieję na zbudowanie kolejnego skoczka zdolnego do podróży w czasie. Drużyna SG-1 ostatecznie znajduje takiego skoczka w odcinku Uzurpator (It's Good To Be A King) i używa go w odcinku Pętla czasu (Moebius). W odcinku Zagubione plemię (The Lost Tribe) okazuje się, ze Janus jest odpowiedzialny za stworzenie urządzenia Attero, które ukrył w tajnym laboratorium w Atlantydzie.
- Melia, grana przez Melię McClure (sezon 1) – jest członkiem Wysokiej Rady Atlantydy podczas pierwszego oblężenia miasta. Pojawia się po raz pierwszy jako hologram w odcinku Wynurzenie (Rising), gdzie opisuje historię Pradawnych w Galaktyce Pegaza. W odcinku Długi sen (Before I Sleep) Melia objaśnia oblężenie Atlantydy alternatywnej wersji dr Weir. Chociaż sympatyzuje z Weir i Janusem to jednak zgadza się z resztą rady, by nie wysyłać dr Weir z powrotem do jej czasu. Ostatni raz pojawia się w czasie powrotu na Ziemię poprzez Wrota.

### Azuranie
Azuranie to sztuczna forma życia utworzona z nanitów i wprowadzona w trzecim sezonie serialu Gwiezdne wrota: Atlantyda. Są podobni do przyjmujących ludzką formę Replikatorów z SG-1 i tak też są nazywani w serialu. Azuranie zostali stworzeni przez Pradawnych w celu walki z Widmami, jednak zostali porzuceni, gdyż stali się zbyt niebezpieczni. Niezwykle agresywne nanity zbudowały swoją własną zaawansowaną cywilizację. W 4 sezonie Rodney McKay aktywował ich kod ataku, dzięki czemu zaczęli atakować Widma, jednak ostatecznie stali się zagrożeniem dla wszystkich mieszkańców Pegaza.
- Niam, grany przez Johna O’Callaghana (sezon 3) – Przywódca frakcji Azuran uznającej za swój cel wstąpienie na wyższy poziom egzystencji. Spotyka dr Weir i jej drużynę w odcinku Spadkobiercy (Progeny) i przekonuje Oberotha, by utrzymać ich przy życiu. Niam prosi ekipę z Atlantydy, by usunęła kod odpowiedzialny za agresję Azuran, który według niego uniemożliwiał im wstąpienie. Kiedy ucieka skoczkiem wraz z ekipą z Atlantydy, jego pobratymcy odkrywają zdradę i resetują jego oprogramowanie, co zmusza członków ekspedycji do wyrzucenia go w próżnię. W odcinku Powrót (The Return) Sheppard i jego drużyna ściągają bezwładne ciało Niama z orbity, aby uzyskać dostęp do kodu źródłowego Replikatorów i z jego pomocą zdezaktywować azurańskich najeźdźców. Kiedy Niam niespodziewanie się budzi w trakcie procesu McKay dezintegruje go przy pomocy działa przeciwreplikatorowego.
- Oberoth, grany przez Davida Ogdena Stiersa (sezony 3–4) – Przywódca Azuran i przeciwnik ekspedycji Atlantyda. Pojawia się pierwszy raz w odcinku Spadkobiercy (Progeny), gdzie informuje Elizabeth Weir i jej drużynę, że jego ludzie nie mają interesu w zawarciu sojuszu przeciwko Widmom. Po odkryciu, iż zamieszkują Atlantydę rozkazuje, aby statek-miasto Azuran zaatakował Atlantydę. Jest obecny na jego pokładzie w czasie procesu autodestrukcji nad Lanteą. W odcinku Pierwszy kontakt (First Contact) Oberoth odtworzył swoje fizyczne ciało i traktuje Atlantydę jako zagrożenie, które musi zostać wyeliminowane bez względu na koszty. W odcinku Linia życia (Lifeline) Weir nawiązuje kontakt z Oberothem i przechytrza go dając Sheppardowi i innym dostatecznie dużo czasu, by ukończyli swoje zadanie, jednak ostatecznie Oberoth przejmuje kontrolę nad Weir i bierze ją do niewoli.

### Atozjanie
Atozjanie to grupa myśliwych, farmerów i handlarzy z planety Atos. Pojawiają się w odcinku Wynurzenie (Rising)i są pierwszą rasą ludzi spotkaną przez Ekspedycję Atlantyda w Galaktyce Pegaza. Atozjanie byli niegdyś zaawansowani technologicznie, jednak cofnęli się do stanu przedprzemysłowego, by uniknąć Widm. Wskutek kontaktu z Ekspedycją Atlantyda Atozjanie przenoszą się na Lanteę, a ich przywódczyni – Teyla Emmagan – dołącza do drużyny majora Shepparda. W odcinku Dar (The Gift) okazuje się, że niektórzy Atozjanie posiadają DNA Widm nabyte wskutek dawnego eksperymentu Widm, który miał uczynić ludzi „smaczniejszymi”. Dzięki temu mogą oni wyczuwać obecność Widm, podłączać się do ich sieci telepatycznej i kontrolować ich technologię. W trzecim sezonie w odcinku Powrót (The Return) Atozjanie zostają poproszeni o opuszczenie Lantei przez grupę ocalałych Pradawnych przybyłych w celu przejęcia Atlantydy. W odcinku Zaginione (Missing) niespodziewanie okazuje się, że Atozjanie zniknęli z Nowego Atos. Poszukiwanie zaginionych Atozjan i ich los w rękach Michaela ma znaczący wpływ na rozwój fabuły pod koniec 4 sezonu.

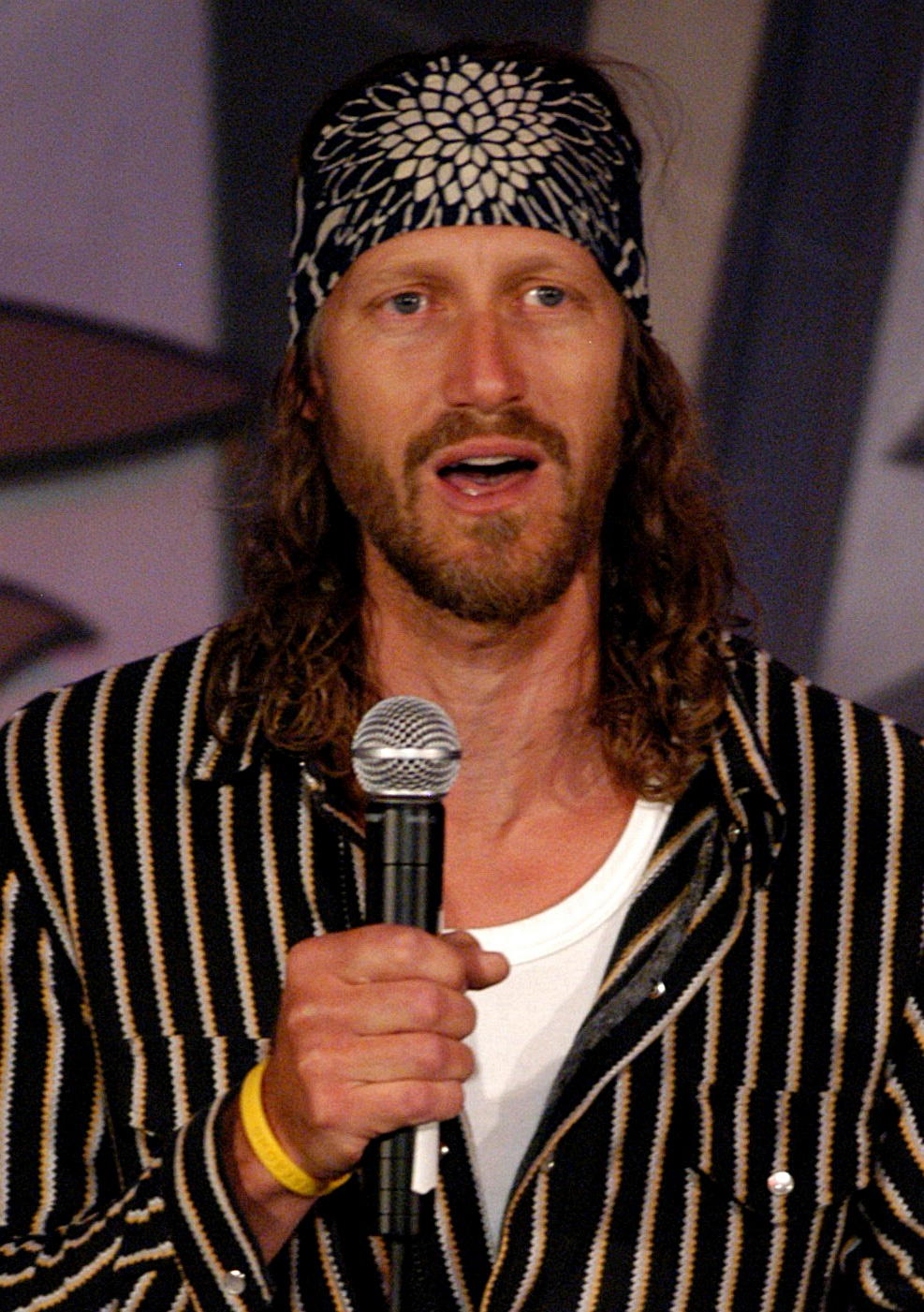
Christopher Heyerdahl zagrał zarówno Hallinga jak i będącego Widmem Todda

- Halling, grany przez Christophera Heyerdahla (sezony 1, 4) – człowiek mający duże znaczenie wśród Atozjan i ojciec Jinto. W odcinku Wynurzenie (Rising) spotyka się z drużyną z Atlantydy i prowadzi ich do wioski na spotkanie z Teylą. Jest jednym z Atozjan uprowadzonych przez Widma w czasie żniw, a później uratowany przez Johna Shepparda. Następnie przeprowadza się do Atlantydy razem z innymi Atozjanami. Kiedy Teyla jest uwięziona w skoczku w odcinku Trzydzieści osiem minut (Thirty-Eight Minutes) Halling prosi Weir, by zezwoliła jego ludziom przygotować ją na śmierć, jednak Weir odmawia. W odcinku Podejrzenia (Suspicion) Halling z oburzeniem reaguje, gdy jest przesłuchiwany w sprawie możliwości współpracy Atozjan z Widmami. Później informuje Teylę o swoim niepokoju w związku z przebywaniem Atozjan w Atlantydzie, a także powiadamia Weir, że jego ludzie postanowili opuścić miasto i przenieść się na kontynent wbrew woli Teyli. W 4 sezonie zostaje porwany razem z pozostałymi Atozjanami przez Michaela. Drużyna z Atlantydy odnajduje go i uwalnia razem z grupą innych uprowadzonych Atozjan w odcinku Krewni (The Kindred). Christopher Heyerdahl pojawił się wcześniej w serialu Gwiezdne wrota jako człekokształtny kosmita Pallan w odcinku Stała korekta (Revisions), a później grał pobocznego Wraith imieniem Todd w Atlantydzie.
- Kanaan, grany przez Patricka Sabonguiego (sezony 4–5) – Atozjanin, który pierwszy raz jest wspomniany w odcinku Zaginione (Missing). Teyla opisuje go jako „naturalnego przywódcę”, obciążonego jednak „zbyt ostrożną naturą”. Od dzieciństwa przyjaźnił się z Teylą, jednak dopiero w okolicach tego odcinka zostali parą. Na ekranie pojawia się po raz pierwszy w odcinku Krewni (The Kindred), gdzie okazuje się, że ma taką samą zdolność wyczuwania Widm, jak Teyla. W tym odcinku łączy się telepatycznie z Teylą prosząc ją o pomoc, ale później okazuje się, że jest to pułapka zastawiona przez Michaela, aby zdobyć jej dziecko. Sam Kanaan został zmieniony przez Michaela w hybrydę człowieka i Widma, jednak Teyla dociera do jego prawdziwego ja. W odcinku Akcja ratunkowa (Search and Rescue) pomaga Teyli i jej drużynie uciec ze statku Michaela. W odcinku Nasiono (The Seed) wspomina się, że Kanaan został przywrócony do swojej normalnej postaci przy pomocy retrowirusa wynalezionego przez Carsona Becketta, lecz został internowany razem z innymi hybrydami na kontynent z rozkazu IOA.
- Jinto i Wex, grani przez Reece'a Thompsona i Caseya Dubois (sezon 1) – dwójka atozjańskich chłopców i najlepszych przyjaciół. Pojawiają się pierwszy raz w odcinku Wynurzenie (Rising), gdzie bawią się w lesie i spotykają drużynę zwiadowczą z Atlantydy dowodzoną przez pułkownika Sumnera. W odcinku Ukryty wróg (Hide and Seek) po przeprowadzce do Atlantydy wykradają się ze swoich kwater, aby się bawić. Jinto nieświadomie chowa się w transporterze Pradawnych i zostaje teleportowany do innej części miasta. Tam odnajduje urządzenie Pradawnych i przypadkowo uwalnia uwięzione w środku stworzenie będące formą energii. Sheppard ostatecznie odkrywa transporter, którego użył Jinto i zwraca chłopca ojcu.
- Charin, grana przez Brendę McDonald (sezony 1–2) – starsza Atozjanka i przyjaciółka Teyli Emmagan. Kiedy Teyla była dzieckiem malowała Charin obrazki podczas śpiewania pieśni Przodków. Teyla lubi przygotowywaną przez Charin zupę i później sama uczy się ją gotować. W odcinku Dar (The Gift) Charin wyjawia Teyli, że może ona wyczuwać Widma, gdyż jeden z jej przodków był w grupie wziętych przez Widma, którzy później niespodziewanie wrócili odmienieni. W odcinku Masa krytyczna (Critical Mass) serce Charin słabnie, jednak odmawia ona rozrusznika i prosi Teylę o odprawienie Ceremoni Pierścieni, by uczcić jej przejście. Jej ostatnie słowa do Teyli to „nasza podróż się zaczyna”.

### Genii
Genii sprawiają wrażenie zwykłych farmerów, jednak w rzeczywistości są zmilitaryzowaną społecznością na poziomie odpowiadającym technologii ziemskiej z lat 40. XX wieku. Po raz pierwszy pojawiają się w odcinku Podziemie (Underground), gdzie okazuje się, że ukrywają się w podziemnych bunkrach z obawy przed atakami Widm. Są oddani swoim próbom wynalezienia bomby atomowej, przy użyciu której chcą zaatakować Widma. Stają się wrogami Atlantydy w pierwszym sezonie i próbują przejąć miasto w odcinku Cyklon (The Storm). Jednak po zamachu stanu w drugim sezonie stają się bardziej przyjaźni miastu.
- Naczelnik Cowen, grany przez Colma Meaneya (sezony 1–2) – przywódca Genii w pierwszych dwóch sezonach serialu. W odcinku Podziemie (Underground) zgadza się na sojusz z Atlantydą po tym, jak John Sheppard i Rodney McKay trafiają na podziemny bunkier Genii. Autoryzuje wspólną misję w celu przejęcia urządzenia magazynującego dane ze statku-roju Widm. Na końcu próbuje oszukać członków ekspedycji, jednak Sheppard przewiduje jego posunięcie i to jego drużyna przejmuje urządzenie. W odcinku Cyklon (The Storm) Cowen rozkazuje komandorowi Acastusowi Kolyi zaatakowanie Atlantydy, mimo iż Koyla uważa, że jego ludzie nie są przygotowani. W odcinku Zamach stanu (Coup D'etat) Cowen opracowuje spisek, którego celem jest uprowadzenie drużyny majora Lorne'a w celu zdobycia dostępu do genu ATA. Wysyła także Ladona Radima do Atlantydy, z misją udawania planu zamachu stanu w celu zwabienia Shepparda i jego drużyny w pułapkę. Okazuje się jednak, że Radim faktycznie planuje obalenie Cowena i podkłada bombę jądrową pod magazynem będącym centrum operacyjnym Cowena. Bomba eliminuje Cowena i jego straż osobistą, co doprowadza do przejęcia władzy przez Radima.
- Acastus Kolya, grany przez Roberta Daviego (sezony 1, 3, 5) – wprowadzony w odcinku Cyklon (The Storm) jako bezwzględny przywódca wojskowy Genii. Jest zatwardziałym wrogiem Atlantydy i Johna Shepparda w pierwszych trzech sezonach. Po jego porażkach w odcinkach Cyklon (The Storm) i Oko cyklonu (The Eye) Koyla popadł w niełaskę Cowena i zaczął działać na własną rękę. W odcinku Bractwo (The Brotherhood) Kolya pojmał Shepparda i jego drużynę, jednak później Sheppard oszczędził bezbronnego Kolyę zapewniając, że następnym razem nie będzie tak łaskawy.  Kolya później znika i jest uznawany za zmarłego – w odcinku Zamach stanu (Coup D'etat) Ladon Radim sądzi, że Cowen zabił Kolyę. Kolya powraca w odcinku Wspólny cel (Common Ground) gdzie porywa Shepparda z intencją wymiany go na Radima i przejęcia władzy wśród Genii. Sheppard ucieka z niewoli i obiecuje, że zastrzeli Kolyę, gdy tylko go następnym razem zobaczy. Kolya i Sheppard przypadkowo spotykają się w odcinku Lekkoduch (Irresponsible), jednak Kolya ponownie zostaje przechytrzony przez Shepparda. Kiedy odmawia poddania się Sheppard zabija go po krótkiej wymianie ognia. Mimo niewątpliwej śmierci postać ta pojawia się ponownie w sezonie 5 w odcinku Pozostałości (Remnants), jednak ostatecznie okazuje się, że to tylko halucynacja wywołana obcą technologią.

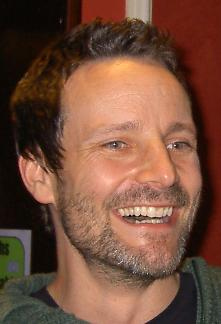
Ryan Robbinszagrał Ladona Radima

- Ladon Radim, grany przez Ryana Robbinsa (sezony 1–3) – pojawia się jako adiutant Kolyi w odcinku Oko cyklonu (The Eye). Nadzoruje operację przejęcia Atlantydy z pomieszczenia kontrolnego. John Sheppard nokautuje go w celu podniesienia tarczy ochronnej na wrotach zabijając w ten sposób 55 przybywających na pomoc Genii. Radim wycofuje się z miasta wraz z innymi Genii. W odcinku Zamach stanu (Coup D'etat) Radim kontaktuje się z Atlantydą oferując im ZPM w zamian za dostarczenie sprzętu potrzbenego do obalenia rządów Cowena. Okazuje się to podstępem po tym, jak Cowen drużyna Shepparda zostaje wzięta do niewoli przy próbie wykradzenia ZPM. Jednakże kiedy Radim otrzymuje informację, że dr Beckett uleczył jego siostrę i innych zakładników Genii z choroby popromiennej wyjawia, że faktycznie ma plan obalenia Cowena i pomaga uwolnić członków ekspedycji przed wypełnieniem planu zabicia Cowena i jego jednostki specjalnej przy użyciu bomby atomowej. Radim przejmuje władzę wśród Genii ogłaszając to „bezkrwawym przewrotem”, gdyż nikt nie został zabity na ziemi Genii. Kiedy Sheppard zostaje pojmany przez Kolyę w odcinku Wspólny cel (Common Ground) Radim udaje się do Atlantydy z pomocą, kierując się jednak głównie chęcią wyeliminowania zagrożenia dla jego nowo powstałego rządu. Kolya domaga się przekazania mu Radima w zamian za Shepparda, jednak Radim lokalizuje bazę Kolyi umożliwiając uratowanie Shepparda. Radim pojawia się ponownie w odcinku Powrót (The Return), by zaoferować Rononowi Dexowi i Teyli Emmagan miejsce wśród Genii po tym, jak ci zostali eksmitowani z Atlantydy przez grupę Pradawnych. Chociaż odrzucają ofertę to Teyla mówi Rononowi, że współpraca z Genii może być największą nadzieją dla Galaktyki po odejściu Ekspedycji Atlantyda.
- Sora, grana przez Erin Chambers (sezon 1) – żołnierz Genii i córka Tyrusa. Teyla Emmagan zna ją od dzieciństwa i uważa za przyjaciółkę. W odcinku Podziemie (Underground) Sora jest niezadowolona, że nie poszła na wspólną akcję Atlantydy i Genii mającą na celu przejęcie urządzenia magazynującego dane Widm. Kiedy drużyna zostaje zmuszona do zostawienia jej ojca – Tyrusa – na pokładzie statku-roju Widm Sora oskarża Teylę o jego śmierć. W dwuczęściowym odcinku Cyklon (The Storm) i Oko cyklonu (The Eye) Sora jest członkiem drużyny Acastusa Kolyi wysłanej, aby przejąć Atlantydę, kiedy miasto jest ewakuowane z powodu huraganu. Kiedy dowiaduje się, że Teyla jest w mieście ignoruje rozkazy Kolyi i wyrusza, aby pomścić ojca. Teyla pokonuje ją w walce, lecz odmawia zabicia jej. Razem pomagają rannemu Carsonowi Beckettowi dostać się do bezpiecznego pomieszczenia kontrolnego przed uderzeniem huraganu. Później Sora jest przetrzymywana w niewoli w Atlantydzie. W oryginalnym pomyśle na odcinek Oblężenie (The Siege) miała być zwrócona swojemu ludowi w ramach wymiany za robione przez Genii bomby atomowe, które miały pomóc w obronie Atlantydy, jednak scena ta została wycięta z powodu ograniczeń czasowych.

### Widma
Widma (Wraith) to główny wróg ludzkości w serialu. Są dominującą rasą w galaktyce Pegaza. Są to biologicznie nieśmiertelne, żyjące w rojach, humanoidalne organizmy żywiące się „siłą życiową” ludzi, co powoduje u ludzi „tracenie lat” na styl starzenia się. 10 tys. lat temu wypędzili z galaktyki Pegaza Pradawnych i od tamtej pory utrzymywali ludzkie światy w galaktyce jako źródła pożywienia. Przybycie ekspedycji Atlantyda prowadzi do przebudzenia wszystkich Widm z hibernacji, przez co populacja ludzi w galaktyce Pegaza okazuje się dla nich niewystarczająca.

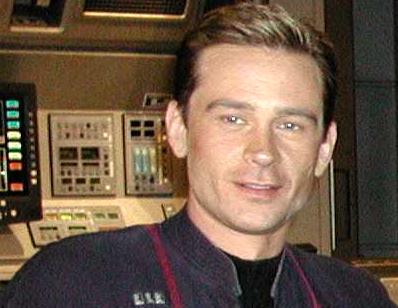
Connor Trinneer zagrał „Michaela”

- „Michael”, grany przez Connora Trinneera i Brenta Staita (Sojusznicy (Allies)) (sezony 2–5) – były Wraith, który został schwytany przez mieszkańców Atlantydy i zmieniony w człowieka w odcinku Michael przy pomocy retrowirusa wynalezionego przez dra Becketta. Ponieważ w trakcie procesu zostaje usunięta pamięć Michaela dostaje on sfabrykowane wspomnienia i próbuje się go zintegrować z mieszkańcami miasta. W końcu jednak Michael poznaje prawdę, ucieka z miasta i wraca do Widm. W odcinku Sojusznicy (Allies) okazuje się, że nie został zaakceptowany przez Widma z powodu swojej transformacji. Po kilku nieprzyjemnych doświadczeniach zarówno z członkami ekspedycji, jak i z zaprzyjaźnionymi Widmami postanawia działać na własną rękę. W odcinku Zemsta (Vengeance) buduje swoją własną armię mieszając DNA iratusa z ludzkim w celu stworzenia nowej istoty, a jednocześnie niszcząc w tym procesie kilka światów ludzkich. W odcinku Krewni (The Kindred) okazuje się, że Michael jest odpowiedzialny za rozprowadzenie wśród ludzi leku Hoffan (szerzej o nim w odcinku Zatrute źródła (Poisioning the Well)). W odcinku Zaginione (Missing) jest odpowiedzialny za uprowadzenie Atozjan i użycie ich w eksperymentach. Michael stosuje na sobie kurację, która usuwa z jego ciała organy żywieniowe Widm. Wskutek wydarzeń opisanych w odcinkach Ostatni człowiek (The Last Man) oraz Akcja ratunkowa (Search and Rescue) Dedal niszczy krążownik Michaela. W odcinku Nasiono (The Seed) IOA podejrzewa, że Michael zginął, chociaż członkowie ekspedycji sądzą przeciwnie. Później okazuje się, że przeżył i próbuje podbić Atlantydę, jednak zostaje pokonany i ostatecznie zabity przez Teylę, która zrzuca go z wieży kontrolnej Atlantydy powodując śmierć wskutek upadku z kilku tysięcy stóp.
- „Steve”, grany przez Jamesa Lafazanosa (sezon 1) jest Widmem porwanym przez członków Ekspedycji w odcinku Podejrzenia (Suspicion), gdzie jest wciągnięty w pułapkę przy pomocy urządzenia naprowadzającego Widm umieszczonego w naszyjniku Teyli. Jest przetrzymywany w Atlantydzie, chociaż zapewnia, że w ten sposób jego mieszkańcy tylko pieczętują swoją zagładę. Major Sheppard daje mu imię „Steve”, gdy ten odmawia wyjawienia swojego prawdziwego imienia. W odcinku Zatrute źródła (Poisoning the Well) dr Elizabeth Weir pozwala, mimo zastrzeżeń etycznych, na użycie Steve’a w teście leku Hoffan mającego na celu uodpornienie ludzi przeciw Widmom. Test okazuje się sukcesem, ale Steve umiera wkrótce wskutek niespodziewanej reakcji. Chociaż jest to pogwałcenie konwencji genewskiej dotyczącej traktowania jeńców wojennych major Sheppard argumentuje, że Widma nie podlegają tej konwencji, gdyż zjedliby wszystkich, gdyby uczestniczyli w obradach.
- „Todd”, grany przez Christophera Heyerdahla (sezony 3–5) – Wraith pojawiający się po raz pierwszy w sezonie trzecim w odcinku Wspólny cel (Common Ground) jako więzień Acastusa Kolyi. Jest wykorzystywany do torturowania Shepparda, poprzez wielokrotne żywienie się na nim. Później jednak zawiera sojusz z Sheppardem i pomagają sobie w ucieczce. Otrzymuje imię „Todd” w czwartym sezonie. Powraca w odcinku Prorok (The Seer) by zawrzeć sojusz z Atlantydą przeciwko Azuranom, jednak zostaje uwięziony w mieście, gdy jego statek-rój ulega zniszczeniu. Pozostaje w niewoli współpracując z McKayem nad kodem źródłowym Azuran aż do odcinka Niech zapamiętają moje grzechy (Be All My Sins Remember'd), gdzie otrzymuje wolność po przekonaniu siedmiu statków Widm do wspólnego ataku razem z Ziemianami przeciwko Azuranom. W alternatywnej przyszłości w odcinku Ostatni człowiek (The Last Man) Todd umiera walcząc z Rononem Dexem w celu zniszczenia jednego z laboratoriów Michaela, gdzie poświęcają siebie, aby pozwolić drużynie uderzeniowej Ronona uciec przed odpaleniem materiałów wybuchowych.

### Inne postacie poboczne
- Hermiod, głos podłożył Trevor Devall (sezony 2–3) – Asgardzki technik przydzielony do Dedala. Pojawia się po raz pierwszy w odcinku Oblężenie (The Siege) (3) w pierwszej misji Dedala w Atlantydzie. Jest przydzielony do operowania asgardzkim transporterem oraz napędem hiperprzestrzennym i pracuje głównie z Lindsey Novak. Często marudzi sam do siebie wyrażając swoje niezadowolenie z żądań załogi, chociaż jego asgardzki jest to w rzeczywistości puszczone od tyłu wypowiedzi po angielsku. Ma „nieznaczny problem z nastawieniem”[8] będąc wkurzonym cudzoziemcem całkowicie przekonanym o tym, że jego błyskotliwość znacznie przewyższa tych, którzy go otaczają.

- Larrin, grana przez Jill Wagner (sezon 4) – Przywódczyni grupy ludzi żyjących na statkach kosmicznych celem ucieczki przed Widmami. Pojawia się po raz pierwszy w odcinku Podróżnicy (Travelers), gdzie bierze w niewolę Shepparda i próbuje zmusić go do wynalezienia interfejsu, który pozwoliłby jej ludziom używać opuszczonego statku klasy Aurora. Chociaż początkowo są względem siebie nieufni i pogardliwi to z czasem nabierają wzajemnego szacunku, gdy wspólnie stawiają czoła Widmom. Larrin powraca w odcinku Niech zapamiętają moje grzechy (Be All My Sins Remember'd), w którym ponownie bierze w niewolę Shepparda, by zdobyć informacje o Azuranach stanowiących zagrożenie dla ludzkich światów w galaktyce. Sheppard przekonuje ją ostatecznie do sojuszu z mieszkańcami Atlantydy i Widmami w celu zwalczenia Replikatorów na ich macierzystej planecie. Larrin miała się również pojawić w sezonie 5 w odcinku Zagubione plemię (The Lost Tribe), jednak zanim rozpoczęto produkcję Wagner została prowadzącą gry telewizyjnej Wipeout, co uniemożliwiło jej wzięcie udziału w zdjęciach. Z tego powodu zostaje tylko wspomniana w wymienionym odcinku.

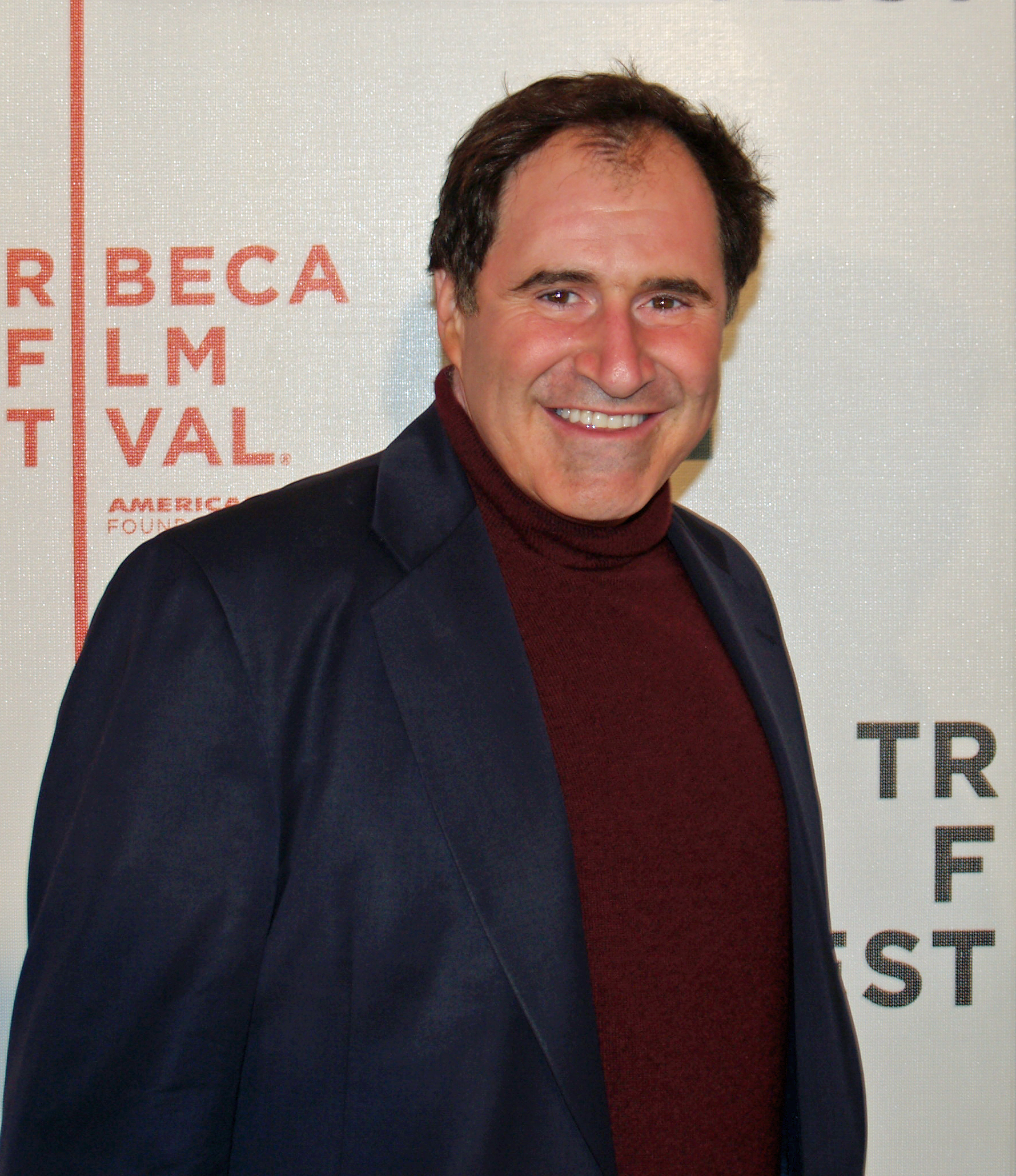
Richard Kind zagrał Luciusa Lavina

- Lucius Lavin, grany przez Richarda Kinda (sezon 3) – człowiek z galaktyki Pegaza, którego członkowie Ekspedycji spotykają w odcinku Zauroczenie (Irresistible), gdzie jest obiektem uwielbienia całej wioski, chociaż wydaje się okropny na pierwszy rzut oka. Później okazuje się, że używa zioła, które sprawia, że otaczający go ludzie są podatni na sugestię. Sheppard i dr Beckett wynajdują antidotum. Pozwala się mu wrócić do jego wioski, której mieszkańcy otrzymali już antidotum. W odcinku Lekkoduch (Irresponsible) drużyna z Atlantydy trafia na niego na innej planecie, gdzie po raz kolejny jest uwielbiany przez mieszkańców jednak tym razem nie z powodu zioła. Okazuje się, że wszedł w posiadanie osobistej tarczy Pradawnych, która czyni go praktycznie nie do ruszenia. Zatrudnił także grupę najemników Genii w celu terroryzowania miasta, dzięki czemu mógł udawać bohatera. Sytuacja staje się poważna po przybyciu Koyli, ale Sheppardowi udaje się go pokonać we współpracy z Luciusem. Sheppard pozwala Luciusowi zachować tarczę, jednak nie informuje go, że jej źródło energii zostało wyczerpane.